# Lexus UCF30
Lexus UCF30, salgsbetegnelse Lexus LS 430, var en mellem 2000 og 2003 bygget personbilsmodel i luksusklassen fra det til Toyota hørende bilmærke Lexus. I Japan hed modellen Toyota Celsior.
Den tredje generation af Lexus LS-serien blev præsenteret i starten af 2000 på North American International Auto Show i Detroit. Bilen fandtes kun i én version med 4,3-liters V8-benzinmotor, som afløste den hidtil siden introduktionen af LS-serien i 1989 benyttede 4,0-liters V8-motor.
Med Lexus UCF31 kom 2004-modellen i efteråret 2003. Nyheder var bl.a. et nyt sekstrins automatgear, optiske forandringer og tekniske nyheder. Fronten og bagenden blev modificeret med bl.a. adaptive forlygter, som tilpasser sig rattets udslag. Derudover kom der LED-baglygter og ændrede dækdimensioner. I kabinen kom der knæairbags, belyste spejle bagi samt ændret kabinebeklædning.
Nyt ekstraudstyr talte bl.a. et modificeret navigationssystem, Bluetooth, bakkamera og et ulykkesadvarselssystem. En programmerbar enhed i bilens kabine genkendt nu bilnøglen automatisk og oplåser dørene ved berøring.
De nye forlygter var nu placeret mindre dybt i forskærmene, og blinklysene upåfaldende integreret i disse.

## Tekniske data
- Antal cylindre: 8
- Slagvolume: 4293 cm³
- Gearkasse: Sekstrins automatisk
- Maks. effekt: 207 kW (282 hk)
- Maks. drejningsmoment: 417 Nm
- Topfart: 250 km/t
- Acceleration 0-100 km/t: 6,3 sek.
- Kombineret brændstofforbrug: 11,4 l/100 km
- Kombineret CO2-udslip: 270 g/km
- Tankindhold: 84 l